# DBRS
DBRS Morningstar ist eine globale Ratingagentur, die 1976 in Toronto gegründet wurde. Der ursprüngliche Firmenname war Dominion Bond Rating Service. 2019 erfolgte die Übernahme von DBRS durch das globale Finanzdienstleistungsunternehmen Morningstar, Inc. für rund 700 Millionen US-Dollar. Daraufhin integrierte Morningstar Inc. die Ratingaktivitäten von DBRS in Morningstar Credit Ratings und formte daraus DBRS Morningstar.
DBRS Morningstar mit Niederlassungen in Toronto, New York, Chicago, London, Frankfurt am Main und Madrid ist die viertgrößte Ratingagentur mit einem globalen Marktanteil zwischen 2 % und 3 %. DBRS besteht aus vier operativen Konzerngesellschaften – DBRS Limited, DBRS Inc., DBRS Ratings Limited und DBRS Ratings GmbH.
Nach der Akquisition und Integration von DBRS und Morningstar Credit Ratings wurde Detlef Scholz Geschäftsführer der gemeinsamen Ratingaktivitäten.
Eingetragen bei der U.S. Securities and Exchange Commission (SEC) als Nationally Recognized Statistical Rating Organization (NRSRO) gemäß dem Credit Rating Agency Reform Act of 2006 (CRA Reform Act) und den aufgrund dieses Gesetzes verabschiedeten Regelungen.
DBRS ist als Nationally Recognized Statistical Rating Organization von der Securities and Exchange Commission (SEC) der Vereinigten Staaten registriert, einem von nur 10 Unternehmen, die diese Einstufung besitzen.
Registriert als CRA in der Europäischen Union (EU) gemäß der Verordnung (EG) Nr. 1060/2009 des Europäischen Parlaments, geändert durch die Verordnung (EU) Nr. 513/2011 und Nr. 462/2013 zu Ratingagenturen (EU-CRA-Verordnung) und bei der Ontario Securities Commission (OSC) in Kanada.
Das Unternehmen ist eine von nur vier Ratingagenturen, darunter die größeren Wettbewerber Standard & Poor’s, Moody’s Investors Service und Fitch Ratings, die von der Europäischen Zentralbank (EZB) förmlich anerkannt wurden. Diese Einstufung kennzeichnet Ratingagenturen, deren Ratings von der EZB im Rahmen ihrer ECAF-Anforderungen zur Bonitätsbestimmung herangezogen werden können. In den letzten Jahren hat die EZB u. a. auch die Sovereign Ratings von DBRS Morningstar für europäische Staaten, darunter Portugal, Irland und Italien, für solche Zwecke verwendet.

## Geschichte
Gegründet wurde das Unternehmen von Walter Schroeder, der während der Fahrt nach Montreal im Familienurlaub einen Businessplan entwarf. Ohne weitere Unterstützung gründete die Ratingagentur mit weniger als 1.000 Dollar Startkapital. Das Unternehmen eröffnete seine erste Geschäftsstelle in Toronto, ein kleines Büro mit knapp 150 m². Herr Schroeder und seine Familie verkauften das Unternehmen an The Carlyle Group und Warburg Pincus, die das Unternehmen dann an den derzeitigen Eigentümer Morningstar Inc. verkauften.
Seit diesen Anfängen hat sich DBRS zur größten Ratingagentur in Kanada mit Niederlassungen in den USA und Europa entwickelt. Im Jahr 2003 wurden die ersten Geschäftsstellen in Chicago und New York eröffnet; im Jahr 2010 die aktuelle Geschäftsstelle in London, gefolgt von der in Frankfurt im Jahr 2018 und Madrid im 2019. 2008 änderte die Organisation ihren Namen von Dominion Bond Rating Service in DBRS.
Heutzutage beschäftigt DBRS Morningstar weltweit rund 700 Mitarbeiter und bewertet mehr als 3.000 Emittentenfamilien und 60.000 Wertpapiere.
Am 29. Mai 2019 gab Morningstar, Inc. die Übernahme von DBRS im Rahmen einer Bargeld- und Aktientransaktion im Wert von 700 Millionen US-Dollar bekannt. Diese Übernahme wurde am 2. Juli 2019 abgeschlossen.

## Ratingtätgkeiten
DBRS Morningstar bietet unabhängige Ratinganalysen zu Finanzinstituten, Unternehmen und Staaten sowie Verbriefungen in allen Regionen, in denen die Gesellschaft tätig ist.
Bonitätsbeurteilungen sind zukunftsgerichtete Aussagen über Kreditrisiken, die die Bonität eines Unternehmens oder Wertpapiers widerspiegeln. Ratingentscheidungen werden durch Ratingkomitees getroffen und stellen eine kollektive Bewertung der Einschätzungen von DBRS Morningstar und nicht die Meinung eines einzelnen Analysten dar. Ratings bedürfen ausreichender Informationen, die sowohl globale als auch lokale Überlegungen und die Anwendung geprüfter Methoden berücksichtigen, und sind unabhängig von tatsächlichen oder vermeintlichen Interessenkonflikten zu erstellen.

## Unternehmens- und Betriebsstruktur
DBRS Limited ist die Konzerngesellschaft in Kanada. DBRS, Inc. ist das in den Vereinigten Staaten tätige Unternehmen. Morningstar Credit Ratings LLC ist eine mit DBRS Inc. verbundene Ratingagentur. DBRS Ratings Limited ist die in London ansässige operative Einheit und beherbergt die umfassenderen europäischen Aktivitäten der Agentur. DBRS Ratings GmbH ist die deutsche Konzerneinheit und DBRS Ratings GmbH, Sucursal en España ist das in Spanien tätige Konzernunternehmen.

## Viewpoint
Viewpoint ist eine im Jahr 2016 gestartete Online-Plattform (vormals iReports), die einen interaktiven Zugang zu Informationen über durch Gewerbeimmobilien besicherte Verbriefungen bietet. Die Nutzer erhalten über die Plattform mehr Transparenz bei der Kreditanalyse und den zugrundeliegenden Daten.

## Aufsichtsbehörden
In Kanada wird DBRS Morningstar durch die Canadian Securities Administrators reguliert, deren Hauptaufsichtsbehörde die OSC ist. Ratingagenturen in Kanada müssen eine „Designated Rating Organisation“ sein, damit ihre Ratings wertpapierrechtlich verwendet werden können.
In den USA wird DBRS Morningstar von der SEC reguliert, die als Teil des Dodd-Frank Act Regeln empfohlen hat, die zusätzliche Anforderungen an Governance, Transparenz, Interessenkonflikte und Performancemessung für die Ratingbranche stellen.
In Europa wird DBRS Morningstar von der ESMA reguliert. In Europa wurden zusätzliche Regeln – CRA III – verabschiedet, die sich auf die Erhöhung des Wettbewerbs, die Transparenz und Unabhängigkeit der Bewertungen, die Standardisierung der Länderratings und die Einführung einer neuen Haftungsregelung konzentrieren.